# Don L. Lind
Don Leslie Lind (n. 18 mai 1930, Midvale⁠(d), Utah, SUA – d. 30 august 2022) a fost un om de știință american, un fost ofițer naval și pilot precum și astronaut la NASA. A absolvit Universitatea din Utah, fiind licențiat în fizică în 1953. După efectuarea stagiului militar, acesta a obținut doctoratul în fizică nucleară de la Universitatea din California, Berkeley, 1964. Lind a fost pilot maritim și a obținut funcția de comandant în Rezervele Navale ale SUA. După finalizarea doctoratului, Lind a lucrat la Centrul de Cercetare Goddard al NASA din 1964 până în 1966. Selectat să facă parte din grupul 5 de astronauți în 1966, acesta a ajutat la dezvoltarea activităților extravehiculare (EVA) pentru Apollo 11 și a îndeplinit funcția de comunicator pentru misiunile Apollo 11 și Apollo 12. Lind a fost alocat ca pilot rezervă pentru Skylab 3 și Skylab 4.
Don a fost comandant de încărcătură pentru unicul său zbor, STS-51-B, lansat pe 29 aprilie 1985. A proiectat un experiment pentru a capta aurora Pământului. Experimentele cu încărcătură au constat în primul rând în cercetarea microgravitației și în măsurarea atmosferică. Nava spațială, Challenger a realizat 110 orbite înainte de aterizarea la Baza Air Force, Edwards, California.

### Anii de început
Lind s-a născut pe 18 mai 1930. Acesta a urmat studiile la școala elementară Midvale și a absolvit liceul Jordan. A obținut licența în știință cu onoruri în fizică de la Universitatea din Utah 1953. A lucrat în Laboratorul de Radiații Lawrence, Berkeley, California și s-a alăturat Centrului de Zbor Spațial Goddard ca fizician.  Acesta deține studii postdoctorale la Institutul de Geofizică, Universitatea din Alaska, între 1975-1976.

### Serviciul maritim
Don a deținut statutul de comandant în Forțele Navale ale SUA. Și-a servit activ îndatorirea de pilot în San Diego și mai târziu la bordul avionului USS Hancock, obținând peste 4500 de ore în funcția de pilot pe aeronave de înaltă performanță. 

### Cariera la NASA

#### Selecția
Din 1964 până în 1966, Lind a lucrat ca fizician la Centrul de Zbor Spațial Goddard, NASA.  Acolo, a fost implicat în experimente pentru a determina natura și proprietățile particulelor de energie redusă din magnetosfera Pământului și a spațiului interplanetar. 
În aprilie 1966, a fost ales să devină astronaut pentru NASA, făcând parte din grupul cinci de astronauți, cunoscuți sub denumirea de „cei 19 originali”. 

#### Apollo
Împreună cu astronautul geolog, Harrison Schmitt, Lind a creat și dezvoltat planul de zbor pentru activitățile extravehiculare, EVA pentru Apollo 11 și alte instrumente folosite pe suprafața lunară. În cadrul misiunilor Apollo 11 și Apollo 12, acesta a îndeplinit rolul de comunicator. Pentru a pilota modulul lunar Apollo, Lind împreună cu Schmitt și Owen Garriott au primit o instruire avansată cu elicopterul, fiind singurii care au dispus de acest antrenament. 

#### Spacelab
Dr. Lind a fost specialist pe STS 51-B în misiunea Spacelab-3, a cărei lansare în spațiu a avut loc la Centrul Spațial Kennedy pe 29 aprilie 1985, fiind prima misiune operațională a Spacelab.  Lind, împreună cu cei 7 specialiști ai echipei au condus investigații despre creșterea cristalelor, spectroscopia gazului, simularea atmosferică planetară și solară, raze cosmice, monitorizarea medicală umană și a animalelor de laborator. 

## Premii și onoruri
Lind a fost premiat cu medalia spațială de zbor NASA și medalia pentru serviciul excepțional realizat în cadrul NASA.  La finalul celor 22 de ani de carieră la NASA, Dr. Lind s-a alăturat ca și profesor Universității de Stat din Utah, unde a predat fizică și astrofizică până când s-a retras în 1995.

## Legături externe
Materiale media legate de Don L. Lind la Wikimedia Commons
- Don Lind's speech to Utah School Children
- Lind's Utah State biography